# ریموند جی. بری
ریموند جی. بری (به انگلیسی: Raymond J. Barry) (زاده ۱۴ مارس ۱۹۳۹) بازیگر آمریکایی است.
از فیلم‌های معروف او می‌توان به بازی در متولد چهارم ژوئیه، فلابر، شهر دیوانه، بهترین مردان، رقابت سرد، هیچ‌چیز به‌جز دردسر، آن سوی خط، مبارزه برای باقی‌ماندن، قتل‌های رودخانه و پاکسازی: سال انتخابات اشاره کرد.